# Wollig vingerhoedskruid
Wollig vingerhoedskruid (Digitalis lanata) is een kruidachtige plant, die afkomstig is uit Zuidoost-Europa, maar ondertussen over de hele wereld verspreid is geraakt.
Het wordt van alle vingerhoedskruidsoorten als de meest giftige beschouwd, maar is net als vingerhoedskruid (Digitalis purpurea) evenzeer in trek om zijn geneeskrachtige werking.

## Naamgeving en etymologie
De botanische naam Digitalis is afkomstig van het Latijnse digitus (vinger). De soortaanduiding lanata is afkomstig van het Latijnse lanatus (wollig), naar de wollige beharing op de onderzijde van de bladeren.

## Kenmerken
Het wollig vingerhoedskruid is een tweejarige plant met tot 1 m hoge bloemstengels, aan de basis paars gekleurd en behaard. De bladeren zijn lancetvormig tot ovaal, donkergroen, met parallelle nerven en onderaan wollig wit behaard. In het eerste jaar vormt de plant enkel een bladrozet.
De bloeiwijze is een dichtbloemige tros met talrijke bloemen op de top van de bloemstengel. De bloemen zijn klok- tot buisvormig, okerkleurig met donkere nettekening, eveneens wollige behaard, met een lange en brede bleke bloemlip. De vrucht is een doosvrucht voorzien van haakjes, die in de vacht van zoogdieren blijven haken en zo verspreid worden.
De plant is zeer giftig. Het heeft een hoogte tussen de 60 en 80 centimeter en bloeit in de zomer, in de maanden juli en augustus.

## Habitat en verspreiding
Het wollig vingerhoedskruid komt vooral voor op droge tot vochtige, zandige, lemige of kleiige en voedselrijke bodems op halfbeschaduwde plaatsen, zoals wegbermen, tuinen en verlaten akkers.
De plant komt oorspronkelijk uit Zuidoost-Europa (onder andere Hongarije, Servië, Roemenië), maar is door de mens verspreid over de hele wereld.

## Gebruik
Het wollig vingerhoedskruid wordt naast  vingerhoedskruid (Digitalis purpurea) en ondanks zijn giftigheid, gebruikt om zijn geneeskrachtige werking. Uit de plant wordt onder meer digoxine gewonnen, dat de hartslag stabiliseert en vochtafdrijvend werkt. Ook worden de verpulverde bladeren gebruikt om astma te verlichten, als sedativum en als diureticum, en in zalf om (brand)wonden te verzorgen.
... · D. canariensis · D. ciliata · D. davisiana · D. dubia · D. ferruginea · D. grandiflora (Grootbloemig vingerhoedskruid) · D. laevigata · D. lanata (Wollig vingerhoedskruid) · D. lutea (Geel vingerhoedskruid) · D. mariana · D. obscura · D. parviflora · D. purpurea (Gewoon vingerhoedskruid) · D. thapsi · D. viridiflora · ...